# 빅토리아 클라크

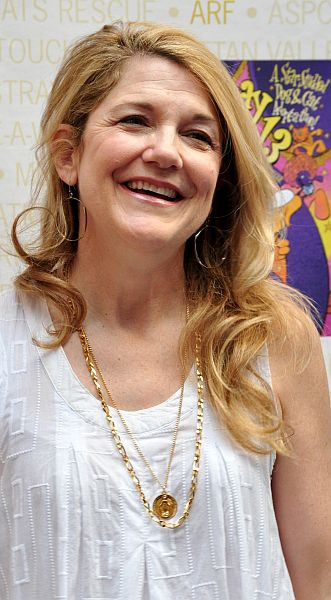

빅토리아 클라크(Victoria Clark, 1959년 10월 10일 ~ )는 미국의 가수, 연극 배우, 영화배우, 텔레비전 배우이다.
댈러스에서 태어났다.

## 영화
- 아키알로지 오브 어 우먼 (2012년) - 케이트 역